# Hermann Joseph Muller
Hermann Joseph Muller (pogosto okrajšano H. J. Muller), ameriški genetik in akademik, nobelovec, * 21. december 1890, New York, Združene države Amerike, † 5. april 1967, Indianapolis, Indiana, ZDA.
Znan je predvsem po odkritju mutagenih učinkov rentgenskih žarkov, za kar je leta 1946 prejel Nobelovo nagrado za fiziologijo ali medicino. V javnosti je bil širše znan tudi po opozarjanju na nevarnosti ionizirajočega sevanja in kot zagovornik evgenike.

## Življenjepis
Rodil se je v nemški četrti New Yorka očetu iz druge generacije nemških priseljencev, materini predniki pa so bili sefardski Judje. Njegov oče, Hermann Joseph Muller starejši, je umrl leta 1900, ko je bilo mlademu Hermannu šele 9 let, a mu je s svojo osebnostjo vzbudil zanimanje za naravo. Družina že pred očetovo smrtjo ni bila posebej premožna, po njej pa je mati še težje skrbela za Hermanna in njegovo starejšo sestro. V srednji šoli se je spoprijateljil z Edgarjem Altenburgom, ki je kasneje tudi sam postal genetik, pod njegovim vplivom je postal Muller ateist in socialist (vzgajan je bil sicer v unitarianističnem duhu).

### Študij in zgodnja kariera
Leta 1907 je na račun šolskih uspehov dobil štipendijo za študij na Univerzi Columbia, kjer so na njegovo kasnejšo raziskovalno usmeritev najbolj vplivala predavanja citologa E.B. Wilsona in učbenik Roberta H. Locka o dednosti. Po koncu prvostopenjskega študija leta 1909 je kot podiplomski študent pričel sodelovati v skupini kasnejšega nobelovca Thomasa Hunta Morgana, ki je ravno takrat na Columbii vzpostavil svoj znameniti laboratorij za genetske raziskave na vinski mušici vrste Drosophila melanogaster kot modelnim organizmom. Z Altenburgom in še nekaj drugimi študenti so bistveno pripomogli k razjasnitvi ključne vloge genov pri dedovanju. Vendar se področju ni mogel posvetiti v celoti, saj je imel štipendijo za podiplomski študij fiziologije na medicinski fakulteti Univerze Cornell, kjer je dobil tudi zadolžitev predavatelja. Tako je bil njegov prispevek h genetiki v tem času zgolj teoretski in zato, kar ga je osebno prizadelo, v objavah skupine nekoliko spregledan. Kasneje je na Cornellu postal asistent zoologije, kar mu je omogočilo, da je del svojega časa posvetil raziskavam na Columbii, kjer je s poskusi na D. melanogaster pojasnil nekaj osnov pojava crossing-over in vezave genov. Doktorat na to temo je zagovarjal leta 1915.
Po doktoratu je sprejel vabilo Juliana Huxleyja (po Morganovem priporočilu) za položaj predavatelja biologije na Riceovem inštitutu (danes Riceova univerza) v Houstonu. Naslednja leta so bila njegovo najplodovitejše obdobje, ravno v tem času je s spremljanjem mutacij v laboratorijski populaciji muh dokazal, da so geni temeljne funkcionalne enote dedovanja, in demonstriral vpliv rentgenskih žarkov na dednino. Po treh letih v Houstonu je postal inštruktor in se vrnil v Teksas leta 1920, tokrat kot docent zoologije na Univerzi Teksasa v Austinu, kjer je kasneje napredoval do položaja profesorja. Ves ta čas je izvajal raziskave, od tega pomemben del v sodelovanju z Altenburgom. Leta 1923 se je poročil z inštruktorico matematike v Austinu Jessie Marie Jacobs, naslednje leto se jima je rodil sin David. Tudi ona je sodelovala pri nekaterih študijah. V teh letih je pričel razmišljati tudi o humani genetiki in evoluciji človeka, vendar ne v sozvočju z obstoječim gibanjem evgenikov v ZDA, ki ga je imel za elitističnega in neznanstvenega.
Njegovo odkritje mutagenega učinka rentgenskih žarkov, ki je bilo predstavljeno leta 1926, mu je prineslo pozornost strokovne javnosti, je pa bil v tem času pod hudim pritiskom, tako zaradi dela, kot tudi zaradi svojega prepričanja in razočaranja nad družbenim stanjem med veliko gospodarsko krizo. Zaradi sodelovanja pri socialistično usmerjenem podtalnem študentskem društvu se ga je prijemal sloves komunističnega prevratnika, preiskoval ga je tudi FBI. Stres je botroval propadu njegovega zakona in kasneje živčnemu zlomu ter poskusu samomora, zaradi česar je pustil profesorsko mesto in odšel iz države.

### Obdobje v tujini
Njegova prva postojanka je bila Nemčija, natančneje oddelek za genetiko Inštituta cesarja Viljema za raziskave možgan (del Družbe cesarja Viljema) pod vodstvom Timofejev-Resovskega, kjer se je posvečal biofizikalnim vidikom zgradbe genov. Leta 1933 je zaradi vzpona nacizma zapustil Nemčijo, tokrat je odšel na sovjetski Inštitut za genetiko v Leningrad. Inštitut pod vodstvom Nikolaja Vavilova je deloval pod okriljem Sovjetske akademije znanosti, katere dopisni član je pred tem postal Muller. Tu je dobil položaj višjega genetika ter vodil program raziskav mutacij in genov, v sklopu katerega se je začel ukvarjati s človeško genetiko. Naslednje leto se je skupaj z inštitutom preselil v Moskvo. Njegovo navdušenje nad socialističnim okoljem pa je bilo kratkotrajno, saj je le nekaj let kasneje doživel svoj vzpon lisenkizem, ki je postal uradna doktrina v sovjetskem naravoslovju. Kot genetik se je Muller lamarkističnim idejam upiral, a je postala situacija zanj nevarna, zato je zapustil državo kot član kanadske medicinske enote v španski državljanski vojni. Po padcu Madrida se iz političnih razlogov ni mogel vrniti ne v Sovjetsko zvezo, ne v ZDA, zato je sprejel povabilo z britanskega Inštituta za živalsko genetiko Univerze v Edinburgu. V Edinburgu je bil najprej gostujoči raziskovalec, leta 1938 pa je postal predavatelj, hkrati je vzpostavil živahen laboratorij za raziskave genetike D. melanogaster.

### Vrnitev v ZDA
V ZDA se je zaradi izbruha druge svetovne vojne vrnil že avgusta 1940, je pa v Edinburgu spoznal svojo drugo ženo, Dorotheo Johanno Kantorowicz, ki je tja prebegnila iz Nemčije. Leta 1944, ko se jima je rodila hči, je imel začasni položaj raziskovalca na Kolidžu Amherst v Massachusettsu, nekaj časa pa je bil tudi svetovalec pri projektu Manhattan. Naposled je po zaslugi enega svojih zgodnjih sodelavcev postal profesor zoologije na Univerzi Indiane v Bloomingtonu. Tu je našel varno okolje za zadnji dve desetletji svoje kariere, univerza ga je zaščitila tudi pred McCarthyjevo gonjo proti komunistom. Po izkušnji v Sovjetski zvezi se je distanciral od vseh vrst avtoritarnosti in je leta 1946 tudi izstopil iz Sovjetske akademije znanosti, je pa po propadu lisenkizma mnogo let kasneje z veseljem spet navezal stik s tamkajšnjimi kolegi.
Poleg vodenja raziskav na muhi D. melanogaster je pričel po koncu druge svetovne vojne in začetku atomske dobe intenzivno javno opozarjati na nevarnosti jedrske tehnologije ter razvijati svoje zamisli o načrtnem usmerjanju prihodnje evolucije človeka. Odnos do jedrskega orožja ga je znova vodil v konflikt, saj je del javnosti menil, da želi škoditi položaju ZDA na vrhuncu hladne vojne. Kot eden najvidnejših članov gibanja proti jedrskemu oboroževanju (skupaj z Julianom Huxleyjem, Linusom Paulingom in drugimi intelektualci) pa je bistveno pripomogel k sprejetju mednarodnega sporazuma o omejevanju jedrskih preskusov leta 1963. V Bloomingtonu je deloval do upokojitve leta 1964 in po krajšem obdobju, ko je bil svetovalec ter gostujoči profesor drugje, še kot častni profesor do svoje smrti.

## Priznanja
Odkritje, da lahko rentgenski žarki povzročijo mutacije, je bilo pravzaprav zgolj nadgradnja njegovega predhodnega eksperimentalnega dela, s katerim je Muller postavil temelj za razumevanje mutacij kot redkih, a merljivih dogodkov, ki vplivajo na zgradbo genov kot osnovnih gradnikov življenja. Pa vendar je ravno delo z ionizirajočim sevanjem vzbudilo veliko pozornost javnosti, saj je bila prva polovica dvajsetega stoletja čas, ko je bilo prvič v zgodovini uporabljeno jedrsko orožje. Za to svoje odkritje je po drugi svetovni vojni prejel številna priznanja, med njimi Nobelovo nagrado za fiziologijo ali medicino (1946) in Darwin-Wallaceovo medaljo Linnejevega društva iz Londona (1958).
Sprejet je bil za člana več akademskih in strokovnih ustanov, kot so Nacionalna akademija znanosti ZDA, Kraljeva družba (kot tuji član), Kraljeva družba iz Edinburga, Sovjetska akademija znanosti (kot dopisni član), Kraljeva danska akademija, Kraljeva švedska akademija idr. Univerze v Edinburgu, v Chicagu in Cornell so mu podelile častne doktorate.